# Pilot (banda)
Pilot (Español: El Piloto) fue una banda de Pop rock, formada durante 1973 en Edimburgo (Escocia). 
Estuvo integrada principalmente por los antiguos miembros de Bay City Rollers, David Paton y Billy Lyall, y por Stuart Tosh e Ian Bairnson. Es especialmente conocida por sus canciones «Magic» y «January», las cuales fueron las más exitosas de su carrera, figurando en muchas listas en el top 20.

## Historia

### Carrera del grupo
Con la formación del grupo musical, la banda empezó a grabar varios demos durante 1973 y 1974.
Fue en 1974, cuando su sencillo «Magic», de su primer álbum, producido por Alan Parsons y escrito por Paton, los llevó al éxito colocándose en el puesto n.º 11 de las listas en Reino Unido y n.º 5 en Estados Unidos, convirtiéndose en una canción popular hasta el momento. La canción «January» les dio su mayor éxito en toda su carrera, manteniéndose un tiempo en el número uno de las listas británicas en enero de 1975, incluyendo UK Singles Chart. Sin embargo, el grupo no pudo estar en el Top 30 de nuevo.
Luego de grabar otras canciones famosas como «Call Me Round», «Just a Smile», y «Canada» Billy Lyall dejó el grupo antes del lanzamiento del álbum Morin Heights. Este último álbum fue grabado en Canadá en 1976; a pesar de que no fue lanzado en América se convirtió en su álbum con mayores ventas. Igualmente, Stuart dejó la banda antes del estreno de dicho álbum.
En 1977 solamente David Paton e Ian Bairnson quedaron del cuarteto original y grabaron su último álbum, titulado Two's a Crowd (Dos son Multitud en español).

### Después de la separación
Lyall grabó un álbum como solista en 1976, Solo Casting. Después formó parte del grupo Dollar. En diciembre de 1989 murió a causa de VIH, a los 36 años de edad.
Poco tiempo después de su separación del grupo, Stuart Tosh se unió al grupo Alan Parsons Project, y después a 10cc. Cabe mencionar que cuando se unió a 10cc, este grupo se encontraba en su pleno éxito y popularidad.
Paton y Bairnson grabaron junto con Kate Bush, Andrew Powell —el organizador de «January»— y otros artistas el álbum The Kick Inside, que incluyó la canción «Wuthering Heights», donde Bairnson tocó la guitarra. Antes de esto, Paton y Bairnson, al igual que Tosh, formaron parte del grupo Alan Parsons; la diferencia fue que cuando se unieron al grupo Tosh ya se encontraba grabando junto con 10cc.
En 2002 Paton y Bairnson se volvieron a unir para volver a grabar Two's a Crowd, sin embargo, el álbum fue titulado como Blue Yonder.

## Discografía

### Sencillos
- «Magic» (1974) - n.º 11 en Reino Unido
- «January» (1975) - n.º 1 en R. U.
- «Call me Round» (1975) - n.º 34 en R. U.
- «Just a Smile» (1975) - n.º 32 en R. U.
- «Canada» (1976)

### Álbumes
- Pilot (From the Album of the Same Name) — (1974)
- Second Flight — (1975) — n.º 48 en R. U.
- Morin Heights — (1976)
- Two's a Crowd — (1977)
- Blue Yonder — (2002)

## «Magic» en la actualidad
La canción «Magic» ha sido utilizada en diferentes medios haciéndose de unas de las canciones más populares en la actualidad. Ha sido utilizada en soundtracks de diferentes películas, tales como en la comedia cinematográfica de Happy Gilmore protagonizada por Adam Sandler, y en otras como la película de 2005 Herbie: Fully Loaded. Adicionalmente, Pillsbury Company la usó para un comercial de televisión.[cita requerida] En 2009, Selena Gomez grabó un cover para la película Wizards of Waverly Place: The Movie.